# Dani Olmo
Pour les articles homonymes, voir Carvajal.
Olmo  Carvajal est un nom espagnol. Le premier nom de famille, en général paternel, est Olmo ; le second, en général maternel, souvent omis, est Carvajal.
Daniel Olmo Carvajal, dit Dani Olmo, né le 7 mai 1998 à Terrassa en Espagne, est un footballeur international espagnol jouant au poste de milieu offensif ou d'ailier au FC Barcelone.

## Carrière

### Dinamo Zagreb
Dani Olmo rejoint la Masia, centre de formation du FC Barcelone à l'âge de neuf ans en provenance du club voisin de l'Espanyol Barcelone. Sept ans plus tard, alors que ses dirigeants lui préfèrent Lee Seung-woo et qu'il est sollicité par des clubs anglais, il quitte la Masia pour rallier le Dinamo Zagreb, à l'été 2014, alors âgé de seize ans, sous l'impulsion de son père Miquel, footballeur reconverti entraîneur. C'est avec ce club qu'il fait ses débuts en professionnel, jouant son premier match en équipe première le 7 février 2015, lors d'une rencontre de championnat face au NK Lokomotiva Zagreb. Il entre en jeu à la place de Paulo Machado et son équipe l'emporte par deux buts à un ce jour-là.

### RB Leipzig
Le 25 janvier 2020, Olmo rejoint le RB Leipzig, en signant un contrat de quatre ans. L'indemnité de transfert est estimée à 30 millions d'euros.
Olmo fait ses débuts en Bundesliga le 1er février 2020 en remplaçant Tyler Adams contre le Borussia Mönchengladbach. Trois jours plus tard, il ouvre son compteur en marquant l'unique but de Leipzig durant une défaite 3-1 face à l'Eintracht Francfort en Coupe d'Allemagne. Le 1er juin 2020, Olmo inscrit son premier but en championnat aux dépens de Cologne (victoire 2-4). Le 12 juin, il réalise un doublé en l'espace de deux minutes et offre la victoire aux siens à Hoffenheim (0-2). Le 31 août 2021, il est un temps sur le point de revenir au FC Barcelone (un de ses clubs formateurs) désormais sans Lionel Messi et Antoine Griezmann. Ce transfert ne se réalise pas par manque de moyens financiers du côté du club catalan.
Le 1er juin 2023, le RB Leipzig annonce une prolongation du contrat de Dani Olmo jusqu'en 2027.

### FC Barcelone
En août 2024, Dani Olmo est transféré au FC Barcelone, son club formateur. Le contrat porte sur six saisons, l'indemnité de transfert est estimée à près de 60 millions d'euros. Il ne peut cependant pas officiellement être membre de l'effectif du club catalan en compétition en début de saison. Le Barça est en effet soumis à une limitation de sa masse salariale, ce qui l'oblige à libérer des joueurs pour pouvoir intégrer Dani Olmo. C'est dans ce contexte que plusieurs joueurs dont İlkay Gündoğan quittent le club, ce qui ne suffit pas. L'absence de longue durée sur blessure d'Andreas Christensen permet au Barça d'ajouter un joueur en tant que joker et donc d'inclure Olmo,, temporairement jusqu'en fin décembre 2024. Il dispute son premier match en Liga le 27 août sur le terrain du Rayo Vallecano et y inscrit le but donnant la victoire au Barça (2-1). Il est auteur de trois buts en trois matchs de Liga avant de se blesser au biceps fémoral droit, ce qui le contraint à plusieurs semaines d'absence. Le 27 décembre, le tribunal de commerce de Barcelone refuse de prolonger la dérogation dont bénéficie le Barça pour pouvoir aligner Olmo. Trois jours plus tard, le tribunal de première instance de Barcelone rejette une nouvelle requête du club catalan. Le 8 janvier, une décision du Conseil supérieur des Sports autorise l'inscription du joueur dans l'effectif catalan à titre conservatoire.

### En équipe nationale
Avec l’équipe d'Espagne des moins de 17 ans, il participe au championnat d'Europe des moins de 17 ans 2015 organisé en Bulgarie. L'Espagne atteint les quarts de finale de la compétition, en étant battue par l'Allemagne.
Le 30 juin 2019, Dani Olmo remporte le Championnat d'Europe espoirs. Buteur en demi-finale contre la France, il l'est également face à l'Allemagne en finale.
Le 10 septembre 2019 il réalise un doublé avec les espoirs contre le Monténégro. Il permet à son équipe de l'emporter (2-0 score final).
Alors qu'il joue en club en Croatie, les dirigeants croates le sollicitent pour le naturaliser et lui faire intégrer la sélection nationale, sans résultat. Le 8 novembre 2019, le sélectionneur Robert Moreno convoque Dani Olmo pour la première fois avec l'Espagne A. Entré en jeu à la place d'Álvaro Morata, il marque d'emblée pour sa première sélection le 15 novembre lors d'un large succès 7-0 aux dépens de Malte en éliminatoires de l'Euro 2020.
Il fait partie de la liste de 24 joueurs établie par le sélectionneur Luis Enrique pour l'Euro 2020. Il joue un total de cinq matchs lors de ce tournoi et délivre trois passes décisives. Son équipe atteint les demi-finale, battue par l'Italie aux tirs au but.
Le 11 novembre 2022, il fait partie de la sélection de 26 joueurs établie par Luis Enrique pour participer à la Coupe du monde 2022. Durant le tournoi, il inscrit le premier but de l'Espagne face au Costa Rica contribuant à la victoire écrasante de la Roja 7 à 0.
En mai 2024, il figure dans une liste élargie de 29 joueurs appelés par Luis de la Fuente pour l'Euro 2024 puis il fait partie de la liste définitive de 26 joueurs publiée le 7 juin,. Le 30 juin, il inscrit son premier but dans la compétition face à la Géorgie lors des 1/8e de finale. Le 5 juillet, lors du quart de finale face à l'Allemagne, il entre en jeu en début de match en remplacement de Pedri, blessé et forfait pour le reste de la compétition. Olmo ouvre le score de la rencontre et est passeur décisif sur le but de Mikel Merino qui offre la victoire à l'Espagne en fin de prolongation. En demi-finale, il contribue à la victoire 2-1 contre la France en inscrivant le deuxième but espagnol. Le joueur termine meilleur buteur de la compétition.
En mai 2025, il fait partie du groupe de 26 joueurs convoqués pour participer à la phase finale de la Ligue des nations.

## Statistiques

### En club
| Saison                | Club                  | Championnat           | Championnat | Championnat | Championnat | Coupe(s) nationale(s) | Coupe(s) nationale(s) | Coupe(s) nationale(s) | Supercoupe | Supercoupe | Supercoupe | Compétition(s) continentale(s) | Compétition(s) continentale(s) | Compétition(s) continentale(s) | Compétition(s) continentale(s) | Total | Total | Total |
| Saison                | Club                  | Division              | M.          | B.          | P.d.        | M.                    | B.                    | P.d.                  | M.         | B.         | P.d.       | Comp.                          | M.                             | B.                             | P.d.                           | M.    | B.    | P.d.  |
| 2015-2016             | Dinamo Zagreb II      | SuperSport Prva NL    | 15          | 1           | 0           | -                     | -                     | -                     | -          | -          | -          | -                              | -                              | -                              | -                              | 15    | 1     | 0     |
| 2016-2017             | Dinamo Zagreb II      | SuperSport Prva NL    | 10          | 2           | 0           | -                     | -                     | -                     | -          | -          | -          | -                              | -                              | -                              | -                              | 10    | 2     | 0     |
| Sous-total            | Sous-total            | Sous-total            | 25          | 3           | 0           | -                     | -                     | -                     | -          | -          | -          | -                              | -                              | -                              | -                              | 25    | 3     | 0     |
| 2014-2015             | Dinamo Zagreb         | Prva HNL              | 5           | 0           | 0           | 0                     | 0                     | 0                     | -          | -          | -          | C1+C3                          | -                              | -                              | -                              | 5     | 0     | 0     |
| 2015-2016             | Dinamo Zagreb         | Prva HNL              | 1           | 0           | 1           | 1                     | 1                     | 0                     | -          | -          | -          | C1                             | -                              | -                              | -                              | 2     | 1     | 1     |
| 2016-2017             | Dinamo Zagreb         | Prva HNL              | 14          | 1           | 4           | 4                     | 3                     | 0                     | -          | -          | -          | C1                             | -                              | -                              | -                              | 18    | 4     | 4     |
| 2017-2018             | Dinamo Zagreb         | Prva HNL              | 26          | 8           | 6           | 5                     | 1                     | 0                     | -          | -          | -          | C3                             | 2                              | 0                              | 0                              | 33    | 9     | 6     |
| 2018-2019             | Dinamo Zagreb         | Prva HNL              | 25          | 8           | 3           | 3                     | 1                     | 0                     | -          | -          | -          | C1+C3                          | 6+10                           | 1+2                            | 2+4                            | 44    | 12    | 9     |
| 2019-2020             | Dinamo Zagreb         | Prva HNL              | 9           | 3           | 2           | 2                     | 0                     | 0                     | -          | -          | -          | C1                             | 11                             | 5                              | 4                              | 22    | 8     | 6     |
| Sous-total            | Sous-total            | Sous-total            | 80          | 20          | 16          | 15                    | 6                     | 0                     | -          | -          | -          | -                              | 29                             | 8                              | 10                             | 124   | 34    | 26    |
| 2019-2020             | Red Bull Leipzig      | Bundesliga            | 12          | 3           | 1           | 1                     | 1                     | 0                     | -          | -          | -          | C1                             | 2                              | 1                              | 0                              | 15    | 5     | 1     |
| 2020-2021             | Red Bull Leipzig      | Bundesliga            | 32          | 5           | 9           | 6                     | 1                     | 2                     | -          | -          | -          | C1                             | 8                              | 1                              | 0                              | 46    | 7     | 11    |
| 2021-2022             | Red Bull Leipzig      | Bundesliga            | 19          | 3           | 3           | 4                     | 1                     | 1                     | -          | -          | -          | C1+C3                          | 2+6                            | 0                              | 1+0                            | 31    | 4     | 5     |
| 2022-2023             | Red Bull Leipzig      | Bundesliga            | 23          | 2           | 5           | 4                     | 2                     | 4                     | 1          | 1          | 0          | C1                             | 3                              | 0                              | 0                              | 31    | 5     | 9     |
| 2023-2024             | Red Bull Leipzig      | Bundesliga            | 21          | 4           | 5           | -                     | -                     | -                     | 1          | 3          | 0          | C1                             | 3                              | 1                              | 0                              | 25    | 8     | 5     |
| Sous-total            | Sous-total            | Sous-total            | 107         | 17          | 23          | 15                    | 5                     | 7                     | 2          | 4          | 0          | -                              | 24                             | 3                              | 1                              | 148   | 29    | 31    |
| 2024-2025             | FC Barcelone          | Liga                  | 25          | 10          | 3           | 4                     | 0                     | 2                     | 1          | 0          | 0          | C1                             | 9                              | 2                              | 1                              | 39    | 12    | 6     |
| 2025-2026             | FC Barcelone          | Liga                  | 1           | 0           | 0           | -                     | -                     | -                     | -          | -          | -          | C1                             | -                              | -                              | -                              | 1     | 0     | 0     |
| Sous-total            | Sous-total            | Sous-total            | 26          | 10          | 3           | 4                     | 0                     | 2                     | 1          | 0          | 0          | -                              | 9                              | 2                              | 1                              | 40    | 12    | 6     |
| Total sur la carrière | Total sur la carrière | Total sur la carrière | 238         | 50          | 42          | 34                    | 11                    | 9                     | 3          | 4          | 0          | -                              | 62                             | 13                             | 12                             | 337   | 78    | 63    |

### En sélection nationale
| Saison                | Sélection             | Phases finales                                   | Phases finales | Phases finales | Phases finales | Éliminatoires CDM | Éliminatoires CDM | Éliminatoires CDM | Éliminatoires EURO | Éliminatoires EURO | Éliminatoires EURO | Ligue Nations UEFA | Ligue Nations UEFA | Ligue Nations UEFA | Matchs amicaux | Matchs amicaux | Matchs amicaux | Total | Total | Total |
| Saison                | Sélection             | Compétition                                      | M              | B              | Pd             | M                 | B                 | Pd                | M                  | B                  | Pd                 | M                  | B                  | Pd                 | M              | B              | Pd             | M     | B     | Pd    |
| --------------------- | --------------------- | ------------------------------------------------ | -------------- | -------------- | -------------- | ----------------- | ----------------- | ----------------- | ------------------ | ------------------ | ------------------ | ------------------ | ------------------ | ------------------ | -------------- | -------------- | -------------- | ----- | ----- | ----- |
| 2019-2020             | Espagne               | -                                                | -              | -              | -              | -                 | -                 | -                 | 1                  | 1                  | 0                  | -                  | -                  | -                  | -              | -              | -              | 1     | 1     | 0     |
| 2020-2021             | Espagne               | Euro 2020                                        | 5              | 0              | 3              | 3                 | 2                 | 0                 | -                  | -                  | -                  | 5                  | 0                  | 1                  | 2              | 0              | 0              | 15    | 2     | 4     |
| 2021-2022             | Espagne               | Nations League Finals 2021                       | -              | -              | -              | 2                 | 0                 | 0                 | -                  | -                  | -                  | 4                  | 0                  | 0                  | 2              | 1              | 0              | 8     | 1     | 0     |
| 2022-2023             | Espagne               | Coupe du monde 2022 + Nations League Finals 2023 | 4+1            | 1+0            | 1+0            | -                 | -                 | -                 | 1                  | 1                  | 0                  | -                  | -                  | -                  | 1              | 0              | 0              | 7     | 2     | 1     |
| 2023-2024             | Espagne               | Euro 2024                                        | 6              | 3              | 2              | -                 | -                 | -                 | 1                  | 1                  | 0                  | -                  | -                  | -                  | 1              | 1              | 0              | 8     | 5     | 2     |
| 2024-2025             | Espagne               | Nations League Finals 2025                       | 3              | 0              | 0              | -                 | -                 | -                 | -                  | -                  | -                  | 2                  | 0                  | 1                  | -              | -              | -              | 5     | 0     | 1     |
| Total sur la carrière | Total sur la carrière | Total sur la carrière                            | 19             | 4              | 6              | 5                 | 2                 | 0                 | 3                  | 3                  | 0                  | 11                 | 0                  | 2                  | 6              | 2              | 0              | 44    | 11    | 8     |

### Buts internationaux
| Buts internationaux de Dani Olmo | Buts internationaux de Dani Olmo | Buts internationaux de Dani Olmo           | Buts internationaux de Dani Olmo | Buts internationaux de Dani Olmo | Buts internationaux de Dani Olmo  | Buts internationaux de Dani Olmo | Buts internationaux de Dani Olmo | Buts internationaux de Dani Olmo |
|                                  | Date                             | Lieu                                       | Adversaire                       | Résultat                         | Compétition                       | Détail                           | Détail                           | Sel.                             |
| -------------------------------- | -------------------------------- | ------------------------------------------ | -------------------------------- | -------------------------------- | --------------------------------- | -------------------------------- | -------------------------------- | -------------------------------- |
| 1.                               | 15 novembre 2019                 | Stade de Ramón de Carranza, Cadix, Espagne | Malte                            | 7 - 0                            | Éliminatoires de l'Euro 2020      | 5 - 0                            | 69e                              | 1re                              |
| 2.                               | 28 mars 2021                     | Stade Boris Paichadze, Tbilissi, Georgie   | Géorgie                          | 1 - 2                            | Éliminatoires Coupe du monde 2022 | 1 - 2                            | 90+2e                            | 10e                              |
| 3.                               | 31 mars 2021                     | Estadio de la Cartuja, Séville, Espagne    | Kosovo                           | 3 - 1                            | Éliminatoires Coupe du monde 2022 | 1 - 0                            | 34e                              | 11e                              |
| 4.                               | 26 mars 2022                     | RCDE Stadium, Barcelone, Espagne           | Albanie                          | 2 - 1                            | Match amical                      | 2 - 1                            | 90e                              | 19e                              |
| 5.                               | 23 novembre 2022                 | Stade Al Thumama, Doha, Qatar              | Costa Rica                       | 7 - 0                            | Coupe du monde 2022               | 1 - 0                            | 11e                              | 26e                              |
| 6.                               | 25 mars 2023                     | La Rosaleda, Malaga, Espagne               | Norvège                          | 3 - 0                            | Éliminatoires de l'Euro 2024      | 1 - 0                            | 13e                              | 30e                              |
| 7.                               | 8 septembre 2023                 | Stade Boris Paichadze, Tbilissi, Georgie   | Géorgie                          | 1 - 7                            | Éliminatoires de l'Euro 2024      | 0 - 3                            | 38e                              | 32e                              |
| 8.                               | 26 mars 2024                     | Santiago Bernabéu, Madrid, Espagne         | Brésil                           | 3 - 3                            | Match amical                      | 2 - 0                            | 36e                              | 33e                              |
| 9.                               | 30 juin 2024                     | Stade de Cologne, Cologne, Allemagne       | Géorgie                          | 4 - 1                            | Euro 2024                         | 4 - 1                            | 83e                              | 36e                              |
| 10.                              | 5 juillet 2024                   | Stuttgart Arena, Stuttgart, Allemagne      | Allemagne                        | 2 - 1 a. p.                      | Euro 2024                         | 1 - 0                            | 51e                              | 37e                              |
| 11.                              | 9 juillet 2024                   | Munich Football Arena, Munich, Allemagne   | France                           | 2 - 1                            | Euro 2024                         | 2 - 1                            | 25e                              | 38e                              |

## Palmarès

### En club
| Dinamo Zagreb (7) | RB Leipzig (3) | FC Barcelone (3) |
| --- | --- | --- |
| - Championnat de Croatie (4) : - Champion : 2015, 2016, 2018 et 2019 - Coupe de Croatie (3) : - Vainqueur : 2015, 2016 et 2018 - Finaliste : 2017 et 2019 | - Coupe d'Allemagne (2) : - Vainqueur : 2022 et 2023 - Supercoupe d'Allemagne (1) : - Vainqueur : 2023 - Championnat d'Allemagne : - Vice-champion : 2021 | - Championnat d'Espagne (1) : - Champion : 2025 - Coupe d'Espagne (1) : - Vainqueur : 2025 - Supercoupe d'Espagne (1) : - Vainqueur : 2025 |

### En équipe nationale
| Espagne espoirs (1)                               | Espagne olympique                 | Espagne (2)                                                                         |
| ------------------------------------------------- | --------------------------------- | ----------------------------------------------------------------------------------- |
| - Championnat d'Europe espoirs - Vainqueur : 2019 | - Jeux olympiques - Second : 2021 | - Ligue des nations - Vainqueur : 2023 - Finaliste : 2025 - Euro - Vainqueur : 2024 |

### Distinction personnelle
- Membre de l'équipe type de l'Euro 2024[38].
- Co-meilleur buteur de l'Euro 2024.